# Alegría Crespo
Alegría de Lourdes Crespo Cordovez (Quito, 1978) es una educadora, comunicadora, escritora y política ecuatoriana. Desde abril de 2024 se desempeña como ministra de Educación de Ecuador, nombrada por el presidente Daniel Noboa.

## Biografía
Crespo es licenciada en Comunicación Visual por la Universidad San Francisco de Quito (USFQ), donde también obtuvo una maestría en Educación. Además, posee un doctorado en Ciencias de la Educación otorgado por la Universidad Nacional de Rosario, en Argentina. También cuenta con una diplomatura en Alta Dirección de Instituciones Educativas por la USFQ.

### Trayectoria profesional
Ha sido docente en diversas universidades ecuatorianas, incluyendo la Universidad San Francisco de Quito, la Universidad de Las Américas, la Universidad Tecnológica Israel y la Universidad Internacional SEK. En esta última fue directora de Educación Online y de la maestría en Educación, Tecnología e Innovación.
También trabajó en el sector educativo privado, como coordinadora de psicomotricidad preescolar en el Liceo Internacional y como directora de Educación Inicial Bilingüe en la UDLA Quito. Desde 2021 fue vicerrectora del Colegio Johannes Kepler en Quito.
Es fundadora del portal educativo Educar con Alegría, y ha publicado libros como Creatividad y Educación y En el Bosque de Eucaliptos: cápsulas para oxigenar el alma.

### Ministra de Educación
El 22 de abril de 2024, fue designada ministra de Educación mediante el Decreto Ejecutivo N.º 234 por el presidente Daniel Noboa, en reemplazo de Daniel Calderón. En febrero de 2025, impulsó junto al Contralor General, Mauricio Torres, un curso obligatorio para 164.000 docentes, enfocado en promover la ética y los valores en las escuelas, bajo el programa "Sembrando Valores para un Futuro sin Corrupción".